# West Side Story
West Side Story är en amerikansk musikal i två akter från 1957 med musik av Leonard Bernstein, sångtexter av Stephen Sondheim, manus av Arthur Laurents och med dramatisering och koreografi av Jerome Robbins.

## Bakgrund
Initiativtagare till musikalen var Jerome Robbins, som fick idén i slutet av 1940-talet, när en vän frågat honom om hur han skulle tänka sig en nytolkning av just Romeo och Julia. Han tog kontakt med Laurents och Bernstein, som han arbetat med på skilda håll förut, men projektet fick ställas in på grund av tidsbrist. Ursprungligen hade tanken varit att placera musikalen på Manhattans östra sida, men också så fick även vuxna familjemedlemmar involveras i denna konflikt, som skulle vara mellan judar och katoliker. Femtiotalets växande problem med ungdomsgäng fick dock upphovsmännen att tänka om – och börja om arbetet igen.
West Side Story är berömd för sin omfattande användning av dans som berättande element, och det tragiska slutet, som skiljer den från de flesta amerikanska pjäser och filmer från samma tid. Handlingen en fri omtolkning av Shakespeares Romeo och Julia, placerad i gängmiljö i det samtida New York. Titeln syftar på västra sidan av Manhattan.
En ambition som genomsyrar musikalen var att återinföra den lyriska teatern till Broadway.Tanken var att försöka utnyttja musikteaterns tekniker till sin fördel för att berätta en dramatisk historia emotionellt snarare än realistiskt. Detta sker genom suggestioner: Stadskulisserna fick förvrängda, "sönderryckta" former, och flyttas in och ut mitt under pågående scener för att markera känsloskiftningar hos karaktärerna. Musiken ger associationer till dåtida dansmusik, latinska rytmer och jazz, men är i grunden symfonisk, och avbryts ständigt av intrikata passager. Den innehåller en cynisk travesti på ett vaudevillenummer (Officer Krupke), jämte en operadimensionerad kvintett i slutet av första akten – där huvudtemat låter som en jazzballad (Tonight). Alla stunt- och slagsmålssekvenser är koreograferade till musiken, och kan sägas uttrycka våldet snarare än att visa det. "Gatuspråket", som inkluderar en mängd slanguttryck är påhittat, för att inte dra fokus från karaktär till miljö, och dessutom en anledning till att musikalen har kunnat spelas så länge utan att föråldras.

## Historia
Den uruppfördes på Broadway 26 september 1957, och spelades i sitt ursprungliga skick 732 gånger. Framgångarna ledde inom några år till nya produktioner i London, en landsturné i USA, och en prisad filmversion från 1961. Den har sedan dess satts upp i otaliga produktioner världen över och bland annat översatts till tolv språk.

### Svenska uppsättningar
Sverigepremiären av musikalen ägde rum på Oscarsteatern 1962, i översättning av veteranimportören Gösta Rybrant. Sedan dess har den spelats ett antal gånger i Sverige, bland annat 1989 på Chinateatern i Stockholm och i nyproduktioner på Oscarsteatern 1991 och 1997. Den senare var scendebut för Martin Stenmarck i rollen som Tony och hade även Karl Dyall (Bernardo), Petra Nielsen (Anita) och Richard Herrey (också regi) i rollistan.
Regissören Elisabeth Fricks prisade uppsättning 1993 av West Side Story för Musikteatergruppen Oktober i Södertälje erhöll Svenska regeringens barn- och ungdomsteaterpris 1993 samt Prix d' ASSITEJ 1994. Maria spelades av Åsa Bergh och Tony av Johan Paulsen, Bernardo av Gorki Glaser-Müller och Anita av Catherine Hansson. Rollen Tony övertogs senare av Conny Vakare och rollen Anita av Katarina Werner, därefter av Anita Nyman. I föreställningen medverkade även Marika Holmström i rollen som Anybody.
Musikalen sattes upp hösten 1996 på privatteaterscenen Slagthuset i Malmö med Gordon Marsh som regissör och koreograf och med Ylva Nordin och Nicklas Andersson som Maria och Tony. 
Inför Göteborgsoperans uppsättning med premiär den 24 april 1999 nyöversattes musikalen av Erik Fägerborn. För regin svarade Staffan Aspegren. Den blev väldigt uppmärksammad eftersom polismordet, Malexandermorden, precis skett. Orsaken till vissa reaktioner kan ha varit för att Jets slog ihjäl Konstapel Krupke i denna version. Därefter sjöng de glatt "Konstapel Krupke", samtidigt som de lekte med liket.
En annan uppmärksammad tolkning gjordes av regissören Ronny Danielsson på Malmö musikteater 2003, där de två gängen substituerades med ett invandrargäng och ett skinnskallegäng i svensk miljö – kritiker menar dock att denna uppsättning stigmatiserarade det ena gänget, snarare än att göra båda till offer för omständigheterna.
Inför musikalens 50-årsjubileum gjorde producenten Oskar Bly en Jubileumsuppsättning på Dalhalla 2006. Uppsättningen bestod bland andra av honom själv som Tony, Myrra Malmberg (Maria), Johannes Brost (Doc), Ted Åström (Shrank), Johan Samuelsson (Riff) och Malena Laszlo (Anita).
Föreställningen sattes samma höst upp på China-teatern. Den stora förändringen var att Samuel Fröler då gjorde Doc och Regina Lund Anybody. Samt att Philip Zandén hjälpte till med regi.
Hösten 2018 ger Malmö Opera West Side Story. För regin står den danske regissören Kasper Holten och i rollerna som Tony och Maria syns musikalartisten Anton Zetterholm respektive sopranen Frida Johansson. 

## Personer
och deras motsvarigheter i Romeo och Julia
| - Riff, ledare för Jets som han grundade tillsammans med Tony. Beskrivs som eggande, ömsint och intelligent, aningen oförutsägbar. Motsvarar en sammansättning av rollfigurerna Mercutio och Benvolio. Sångläge: Baryton (stora Bb - ettstrukna F) - Tony, Riffs bäste vän. Grundare och ledare av Jets tillsammans med Riff fram tills en månad innan musikalen utspelar sig. Han jobbar nu som hjälpreda på Docs Drugstore. Drömmer om något större i livet, men vet inte vad. Motsvarar Romeo. Sångläge: Tenor (lilla D - ettstrukna Bb) - Action, den mest aggressiva i gänget. Action tar över ledarrollen i Jets efter Riffs död. - A-rab, en skämtare som alltid är entusiastisk men sällan seriös. Bäste vän med Baby John. - Baby John, gängets yngste medlem som är fascinerad av allt, inklusive att vara en Jet, försöker uppträda som en man. - Diesel, Riffs andreman; storväxt, långsam och stadig. Gängets bästa fighter. - Snowboy, gängets självutnämnde allvetare. - Big Deal, Tiger, m fl. - Bernardo, grundare och ledare för Sharks. Han är stolt och elegant, men besviken på det ogästvänliga mottagandet han fått i Amerika. Han är mycket beskyddande gentemot sin familj, och vill gifta bort Maria med sin gode vän Chino. Kallas Nardo av Maria och Anita. Motsvarar Tybalt. Sångläge: Baryton/Bas (stora H - ettstrukna E) - Pepe, Bernardos andreman. - Chino, blyg och lite torr, arbetar (enligt honom själv) som butiksbiträde. Han är en lojal vän, och Bernardo har utsett honom som Marias tilltänkte. Motsvarar Greve Paris - Indio, Anxious, Nibble, m fl | - Velma Riffs flickvän. En ung, kaxig tjej som älskar Jive. - Graziella bästa kompis till Velma. Orädd och gillar att håna Anybodys. - Minnie Baby Johns flickvän. Vän till Velma och Graziella. - Anybodys, en pojkflicka som kämpar hårt för att få vara med i Jets. Intelligent, hetsig och snabb. Motsvarar "kören" eller "berättaren" - Maria, Bernardos lillasyster som flyttat till Amerika på hans bevåg en månad innan musikalen utspelar sig, eftersom hon ska gifta sig med Chino. Maria är dock inte intresserad, hon håller just på att utvecklas till en självständig kvinna. Hon är liksom Bernardo temperamentsfull, och kan säga emot sin bror när det behövs. Motsvarar Julia. Sångläge: Sopran (ettstrukna C - trestrukna C) - Anita, Bernardos flickvän och god vän till Maria. Hon är en intelligent, stark och reflekterande person som gärna säger sin åsikt till både Maria och Bernardo. Hon älskar att bo i det fria Amerika och är dödstrött på Bernardos och Rosalias tjat om hur bra det är hemma i Puerto Rico. Till skillnad från Maria försöker hon att inte lägga sig i gängkonflikten. Motsvarar en sammanslagning av rollfigurerna Amman, Julias mor och Julias far, en på engelska kallad "Composed character". Sångläge: Mezzo/Alt (lilla F - tvåstrukna G) - Consuelo, bästa kompis till Anita, vän till Maria och Pepes flickvän - Rosalia, vän till Maria. Konservativ, naiv och envis. Vill tillbaka till Puerto Rico. - Fransisca, Teresita, m.fl. |

### Vuxna
- Schrank, en beräknande polisinspektör, motsvarar fursten.
- Krupke, en grovhuggen konstapel
- Doc, en medelålders affärsinnehavare, motsvarar Fader Laurence.
- Gladhand, en överdrivet munter volontär, har vissa drag gemensamt med Capulet d.ä..

## Handling
Musikalen utspelar sig i New York på 1950-talet.

### Akt 1
Musikalen öppnar med en danssekvens, som presenterar de två tonårsgängen Jets och Sharks, och ger en snabb resumé av början på deras fiendskap och sammandrabbningar under de senaste månaderna (Prologue). Man får en första inblick i ungdomarnas känslor av otillräcklighet, rastlöshet och uppgivenhet gentemot vuxenvärlden, men ser också hur de passionerat hänger sig åt gemenskapen och stoltheten i gänget. Sharks är nyanlända invandrare från Puerto Rico, medan Jets är självproklamerade amerikaner – själva barn till invandrare av blandad nationalitet. Sharks är besvikna på det fördomsfulla mottagandet de fått i USA, och avundas Jets för deras anpassade livsstil och premierade position i samhället, som Jets i sin tur är rädda att förlora. De kanaliserar också den rasism de själva utsatts för mot nästa generation invandrare.
I början är Jets ensamma på sitt "område", och kör utan problem bort Bernardo och hans vänner när de visar sig; men Sharks blir fler och fler, och Jets överläge börjar hotas. Till slut bryter ett stort gatuslagsmål mellan de två gängen. Polisen griper in, och Schrank kör bort Sharks för att försöka ställa in sig hos Jets, och därmed avstyra kommande bråk. När det inte lyckas hotar han dem med fängelse och förklarar innan han går att han inte vill se något mera trubbel i sitt distrikt. Jets låter sig inte skrämmas, utan beslutar att Sharks måste utmanas i en "avgörande strid", där det ska avgöras vem som äger "området". Riff beslutar att framföra utmaningen på dansen samma kväll, eftersom den ska äga rum på "neutral" mark, i sporthallen (Jet Song).
I nästa scen ser man Tony, som har tappat intresset för gänget, och är måttligt intresserad av att följa med på dansen. Riff är besviken och undrar om deras vänskap är hotad, men Tony förklarar att han bara vill vara med om någonting nytt. Han berättar att han har känt på sig att någonting otroligt och omvälvande ska hända, han vet bara inte vad än (Something's Comin').
Direkt efter ser man Maria och Anita i bröllopsbutiken där de arbetar. Maria har tråkigt och är sur på sin bror för att hon aldrig får gå ut. Anita förklarar att Bernardo vill försöka få henne gift med Chino, men Maria är inte kär i honom. Anita hjälper Maria att göra i ordning en klänning för dansen.
Under dansen håller sig gängen strikt åtskilda (Blues), tills en av arrangörerna försöker dra med alla i en naiv "lära-känna-varandra-dans". Gängen gör narr av honom och påbörjar dansen (Promenade), men den utvecklas istället till en vild tävling mellan de två gängens ledarpar (Mambo). Samtidigt får Tony och Maria syn på varandra, och vi ser hur alla andra tycks försvinna i skuggorna, medan de går mot varandra, utan blick för något annat (Cha-cha). Till slut kommer Bernardo på dem, och skickar rasande hem Maria med Chino (Jump). Riff utnyttjar situationen för att framföra sin utmaning, och Bernardo hinner aldrig göra verklighet av sin föresats att läxa upp Tony. Man bestämmer att mötas senare på kvällen för ett krigsråd, och utsikten verkar få Bernardo att glömma bort honom – samtidigt har scenen blivit mörk och följt Tony till Marias hus (Maria). 
Tony och Maria träffas på en brandtrappa på husets baksida och bekänner varandra sin kärlek (Tonight/Balcony Scene). De undgår med nöd och näppe att bli upptäckta när Bernardo återvänder från dansen med Anita. De avfärdar historien med Tony och Bernardo tar gänget med sig till krigsrådet, medan flickorna diskuterar hur livet förändrats i Amerika (America).
Jets har samlats hos Doc, som driver en kombinerad affär och läskbar, om än något nedgången, där Tony jobbar. Stämningen är tryckt, och man undrar vilka vapen Sharks kan tänkas föreslå. Riff uppmanar gängmedlemmarna att behärska sig (Cool). Sharks stiger in och krigsrådet påbörjas när Tony kommer. För att undvika att någon ska komma till skada övertalar han gängen att ersätta bråket med en tvekamp mellan två personer. Bernardo missförstår och tror att det är en personlig utmaning från Tony som han antar. Innan någon hinner invända stiger dock Shrank in, och kör återigen ut Bernardo och hans gäng. Han försöker övertala Jets att berätta vad de har planerat på krigsrådet, men de säger ingenting.
På eftermiddagen följande dag har Tony och Maria gjort upp att mötas i syaffären, men Anita kommer på dem. Hon lovar Maria att inte berätta någonting, men är inte förtjust i att se deras förhållande utvecklas ytterligare. Tony har inte tänkt gå till slagsmålet på kvällen, men Maria övertalar honom att gå dit och se till att ingen blir skadad. Tony och Maria föreställer sig sorglöst en scen där de presenterar varandra för sina familjer och gifter sig, men leken övergår i en högtidlig bröllopsceremoni (One Hand, One Heart). Samtidigt förbereder sig de olika gängen för kvällens sammandrabbning (Tonight).
De två gängen träffas på den uppgjorda mötesplatsen: under motorvägen. Tvekampen ska just börja, men Tony kommer springande och försöker avbryta. Bernardo tror att han har ändrat sig och tänker slåss för sig själv i stället, men Tony vägrar och blir illa tilltygad när han gång på gång bara tar emot Bernardos slag. Till slut blir det för mycket för Riff, som går emellan och klipper till Bernardo. Exakt samtidigt drar de upp var sitt knivblad ur fickan, och alla  ryggar tillbaka. Resten av scenen visas i en danssekvens (The Rumble) Riff skriker åt några att hålla fast Tony. Bernardo lyckas avväpna Riff, men han hoppar undan från hugget och får tag i en annan kniv som någon räcker fram. Bernardo ramlar, och Riff ska just hugga mot honom, när Tonys skrik får honom att tveka. Ögonblicket är nog för Bernardo att genomborra honom, han faller baklänges, i Tonys armar. Kniven hamnar i Tonys hand, och han rusar fram mot Bernardo och träffar honom med ett desperat hugg. Polissirener hörs och båda gängen rusar ut. Tony står kvar, paralyserad, men någon drar ut honom i sista stund och ridån faller över kropparna efter Riff och Bernardo.

### Akt 2
Maria håller på att klä upp sig för att träffa Tony på kvällen. Några av hennes vänner har samlats i hennes rum, och frågar nyfiket vart hon är på väg. Maria svarar hemlighetsfullt att det är hennes "bröllopsnatt", och flickorna antar att hon syftar på Chino (I feel pretty). De ryggar förvånade tillbaka när han kommer in i helt sönderslaget skick efter slagsmålet, men skyndar sig ändå ut. Chino har svårt att få fram orden, medan Maria försöker dölja sin klänning under en badrock. Till slut får han fram att det har varit ett slagsmål, att någon tog fram en kniv. Maria blir rädd och frågar rakt ut om något har hänt med Tony. Chino rycker till och märker att hon är uppklädd, plötsligt förstår han. "Han dödade din bror", säger han kallt, och man ser honom gå ut i det angränsande rummet och försvinna ut med en pistol. Maria faller på knä framför ett litet kors och ber i panik att det inte ska vara sant. Tony kommer inklättrande genom fönstret och Maria rusar rasande på honom och skriker att han är en mördare. Tony förklarar att Bernardo dödade Riff, och att han försökte stoppa det, att han inte vet vad som gick fel. Han ber Maria förlåta honom innan han går till polisen, men Maria faller gråtande ihop i hans famn och ber att han ska stanna hos henne. De förstår till slut att deras kärlek inte är möjlig bland gängen här och nu, och beslutar att fly. Stadens väggar och murar verkar plötsligt försvinna, och Tony och Maria står på en tom, öppen scen. Några ur gängen kommer in, och tittar sig förundrat omkring i den nya världen. Här finns inget våld, inga strider, ingen fientlighet. De förenas i en lång danssekvens som uttrycker deras dröm om den nya världen (Ballet Sequence/Somewhere). Hela sekvensen avbryts när brandtrapporna från stadsscenografin kommer infarande, och drömmen övergår i en mardröm. Riff och Bernardo går sakta in och man ser snabba återblickar från knivbråket, från dödsögonblicken, Tony och Maria försöker avbryta, men når inte fram. Plötsligt är de ensamma på scenen igen, tillbaka i sovrummet.
Några ur Jets träffas, synbart tagna av det som hänt, men när en polis dyker upp tvingas de spela ovetande. De lyckas lura honom och smita sin väg, och träffar på det övriga gänget. Flera har varit på polisstationen och blivit förhörda, och de försäkrar de andra att poliserna inte är något att oroa sig för (Gee, Officer Krupke). Plötsligt kommer någon springande och berättar att Chino och Sharks är ute och letar efter Tony, för att hämnas Bernardo. Gänget skingras för att leta rätt på Tony innan Sharks gör det.
Anita kommer upp till Marias rum, och märker att dörren är låst. Tony och Maria bestämmer kvickt att mötas hos Doc, som kan låna dem biljettpengar för att åka iväg. Anita begriper att Tony har varit där, och förklarar rasande för Maria att Tony fortfarande är "en av dem", men Maria förklarar att det inte var Tonys fel, och att hon fortfarande älskar honom (A boy like that/I have a love). Anita förstår till slut, och berättar om Chino och pistolen. Maria tänker rusa för att varna honom, men Schrank kommer in, och kräver att få förhöra henne. Maria ber Anita att gå ner till affären och förklara att hon har blivit försenad.
Jets har hittat Tony hos Doc och sitter uppe i butiken och håller vakt, medan Tony och Doc är i källaren för att ordna med pengar. När Anita kommer in tror de att hon har skickats av Chino, för att spionera, och håller henne kvar. Deras elakheter stegras i en rå våldsam danssekvens, där Anita blir omkullknuffad och nära nog våldtagen, innan Doc kommer upp från källaren och stoppar dem (Taunting scene). Anita har glömt allt om att lugna Tony för att Maria inte kommer, utan kastar ur sig att Chino har dödat henne för att hon vanärat honom. Hon rusar ut, och Doc kör bitter ut Jets ur butiken.
Doc går ner i källaren och berättar för Tony att Maria är död. Tony rusar desperat ut i natten och ropar efter Chino att han ska skjuta honom också. Plötsligt får han syn på en avlägsen skepnad som närmar sig, det är Maria som kommer för att möta honom. De rusar mot varandra, men Chino dyker upp och skjuter Tony. Gängen och Doc rusar in, medan han dör i Marias armar (Finale). Gängen går hotfullt mot varandra, men Maria reser sig plötsligt och tar pistolen från Chino. Alla ryggar tillbaka medan hon kallt förkunnar att alla var skyldiga, till och med hon själv. Hon viftar vanvettigt med pistolen och skriker att hade hon haft tillräckligt med skott kvar hade hon kunnat döda allihopa, och till sist sig själv. Till slut lägger hon ner pistolen och bryter samman. Shrank kommer in, men Maria rusar fram mot Tonys döda kropp och kysser honom en sista gång med orden "Te adoro, Anton". Två Jets och två Sharks går fram och börjar bära ut Tonys kropp, de andra faller in bakom i en procession, de båda gängen har försonats. Maria går sist efter dem; bara de vuxna blir kvar, oförmögna att göra någonting.

## Musiknummer
(Med de svenska titlarna enligt Gösta Rybrants översättning:)
| 1. Prologue / Prolog 2. Jet Song / Jetsång 3. Something's Comin' / Vem vet? 4. The Dance at the Gym / Dansen - Blues - Promenade - Mambo - Cha-Cha - Meeting Scene - Jump 5. Maria / Maria 6. Balcony Scene / I natt 7. America / Amerika 8. Cool / Cool 9. One Hand, One Heart / Lägg nu din hand i min 10. Tonight / Kvintetten 11. The Rumble / Slagsmålet | 1. I Feel Pretty / Jag är vacker 2. Ballet Sequence - Intro - Transition to Scherzo - Scherzo - Somewhere / Nånstans - Procession and Nightmare 3. Gee, Officer Krupke / Konstapel Krupke 4. A Boy Like That / En sån' som han I Have A Love 5. Taunting Scene 6. Finale |

## Orkestrering
Partituret till West Side Story orkestrerades av Bernstein själv, med hjälp av Sid Ramin och Irwin Kostal. Som i så många andra Broadwaymusikaler krävs att musikerna att spela flera instrument.
Träblåssektionen
- piccolaflöjt, tvärflöjt, altsaxofon, Bb-klarinett samt basklarinett,
- Eb-klarinett, Bb-klarinett samt basklarinett
- piccolaflöjt, tvärflöjt, oboe, engelskt horn, tenorsaxofon, barytonsaxofon, Bb-klarinett samt basklarinett
- piccolaflöjt, tvärflöjt, sopransaxofon, bassaxofon, Bb-klarinett samt basklarinett
- fagott.

Bleckblåssektionen
- två individuella stämmor för horn i F
- tre stämmor för trumpet i Bb (andrastämman dubblar trumpet i D)
- två stämmor för trombon.

Slagverkare
- trumset, timpani, vibrafon, fyra stämda pukor, güiro, xylofon, tre bongotrummor, Congas, virveltrumma, visselpipa, kalebass[förtydliga], två upphängda cymbaler, kastanjetter, maracas, fingercymbaler, tamburin, små maracas, glockenspiel, träblock, claves, triangel, tempelblock, rörklockor, tam-tam, harskramla och dragflöjt, fördelat på fem musiker.

Stråksektionen
- sju violiner (divisi)
- fyra celli (divisi)
- Kontrabas

Övriga
- piano/celesta
- elgitarr/klassisk gitarr/mandolin

## Filmversionen
Rättigheterna till att filma musikalen köptes så småningom upp av MGM, som under 1940- och 50-talet hade fört de flesta av Broadways scenframgångar till Hollywood. Priset var 375 000 dollar. Producenten Walter Mirisch fick det avgörande uppdraget att sköta förhandlingarna med musikalens fyra upphovsmän: dessa kom till slut att delta i olika grad i projektet. En kontrovers orsakades av att Arthur Laurents, trots att han hade stor erfarenhet av film, aldrig blev aktuell för att omarbeta sitt manus, till följd av att han svartlistats några år tidigare. Uppdraget gick i stället till Ernest Lehman. Bernstein och Sondheim ville gå ur projektet i protest, men kom till slut ändå att bidra med några ändringar i musikmaterialet. De deltog dock inte i produktionen av soundtracket (vilken överläts till Saul Chaplin), och var senare uttalat besvikna över resultatet. Robbins gick med på att nykoreografera filmen, om han också fick regissera. Studion var tveksam, och propsade på dessutom att anställa Robert Wise som regissör och producent i samarbete med honom. Robbins gick till slut med på arrangemanget att han regisserade musiksekvenserna och Wise de dramatiska. De två männen visade sig till slut ha svårt att samarbeta, (även om medverkande har talat om Wises alltid lika upphöjda lugn i konflikterna), vilket i kombination med Robbins grava schemaöverskridningar orsakade av Robbins perfektionism, ledde till att han blev avskedad från filmen. Tagningsarbetet slutfördes av Wise, som dock på eget bevåg delade sin Oscar för bästa regi med Robbins.
De medverkande i filmen var till största delen importerade från de olika scenproduktionerna (Broadway, West End och USA-turnén – som flera gånger hade lånat av varandras ensemble). Många fick dock byta roll, ett notervärt exempel är George Chakiris, som spelade Riff i Londonversionen och Bernardo (!) i filmen. Andra var plockade från olika Hollywoodprojekt, och det är uppenbart att MGM såg ett tillfälle att föra fram potentiella nya stjärnor i tillsättningen av Natalie Wood och Richard Beymer i huvudrollerna. Förhoppningarna kom dock på skam: de flesta anser idag att Beymers och Woods relativt ytliga presentationer som Tony och Maria inte kan väga upp mot den färgstarka ensemblen i övrigt. Däremot kom många av de mindre rollerna i filmen att leda till framgångsrika karriärer för skådespelarna, i synnerhet för Rita Moreno som vann en Oscar för rollen som Anita. Filmen har också blivit prisad för de trogna tolkningarna av Robbins koreografi, och den lätt impressionistiska stadsdekoren (nästan hela filmen är inspelad i studio).

## Diskografi (urval)
West Side Story. Te Kanawa, Carreras, Troyanos, Horne, Ollman. Kör och orkester. Kompositören dirigent. DG 457 199-2.